# 村上和弘 (因島市長)
村上 和弘（むらかみ かずひろ、1946年（昭和21年）5月20日 - ）は、日本の政治家。元広島県因島市（現・尾道市）長（2期）。

## 来歴
広島県出身。明治大学を卒業後、1993年、因島市議会議員となり、1999年、因島市長に当選した。2003年に再選し、2期務めた。
平成の大合併で因島市は尾道市との合併を目指し、合併協議会が組織され、副会長に就任した。2006年に因島市は尾道市と合併し、最後の市長となった。合併後は因島にある本因坊秀策囲碁記念館館長を務めた。

## 栄典
- 2016年 - 旭日双光章